# بندنقین
بندنقین یکی از روستاهای استان مرکزی است که در دهستان شاهسون‌کندی بخش مرکزی در جادهٔ همدان در شهرستان ساوه واقع شده‌است. دهخدا جمعیت این روستا را در لغت نامهٔ خود بالغ بر یکصد و پنجاه نفر ذکر کرده‌است. در سرشماری سال ۸۵ جمعیت این روستا ۶۲ نفر برآورد شده‌است. گویش مردم منطقه ترکی است و اکثر آنها به کار کشاورزی و دامپروری مشغول هستند.